# Sept, ils sont sept

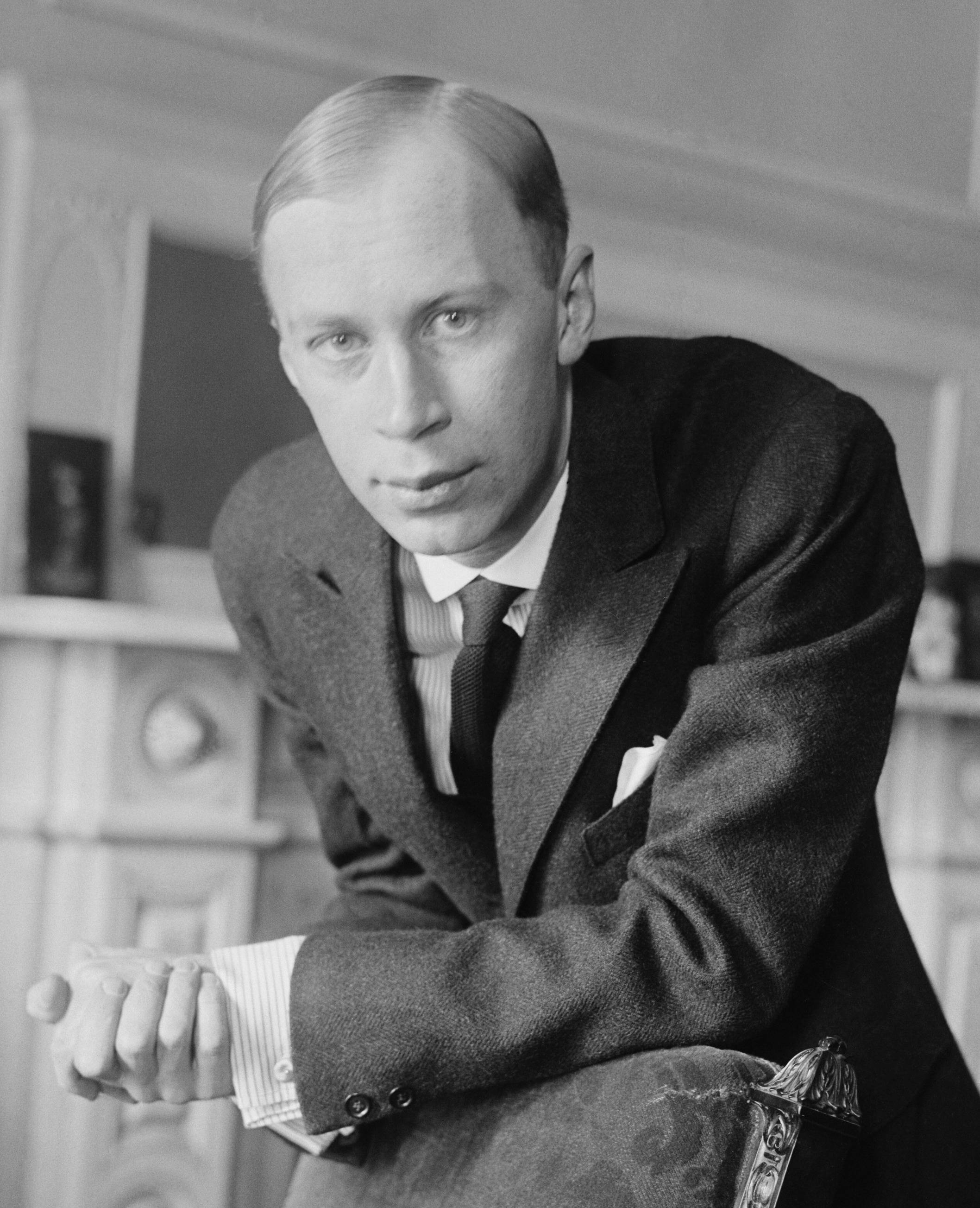
Serge Prokofiev en 1918, un an après avoir composé la cantate Ils sont sept.

Sept, ils sont sept ( russe : Семеро их ) (op. 30) est une cantate du compositeur russe Sergueï Prokofiev, écrite en 1917 pour grand orchestre, chœur et soliste dramatique ténor. Elle a été composée en partie à Yessentuki et en partie à Kislovodsk. Les mots sont tirés du poème russe Appels de l'Antiquité (Зовы древности) de Konstantin Balmont. Elle a été révisée par le compositeur en 1933.
L'œuvre a été composée l'année du renversement du tsar russe Nicolas II de Russie, qui a été suivi par la guerre civile russe. Par conséquent, la cantate n'a pas été jouée avant 1924, à Paris. Elle a alors été dirigée par Serge Koussevitzky. En Russie, elle a été jouée pour la première fois en 1956, trois ans après la mort du compositeur et celle de Joseph Staline.
Le poème sur lequel l'œuvre a été composée est une traduction russe d'un cunéiforme dans un temple mésopotamien du IIIe millénaire av. J.-C. Il fait le portrait de sept dieux démoniaques en décrivant leur pouvoir sur les éléments.